# Berthold Dominik Lippay

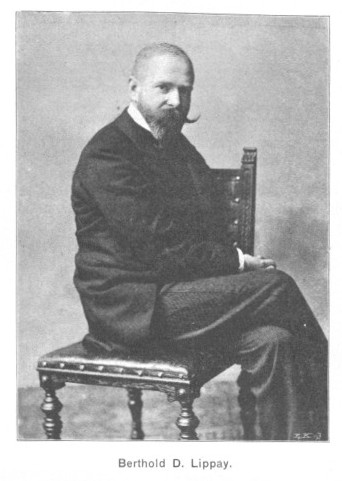
Berthold D. Lippay, 1901

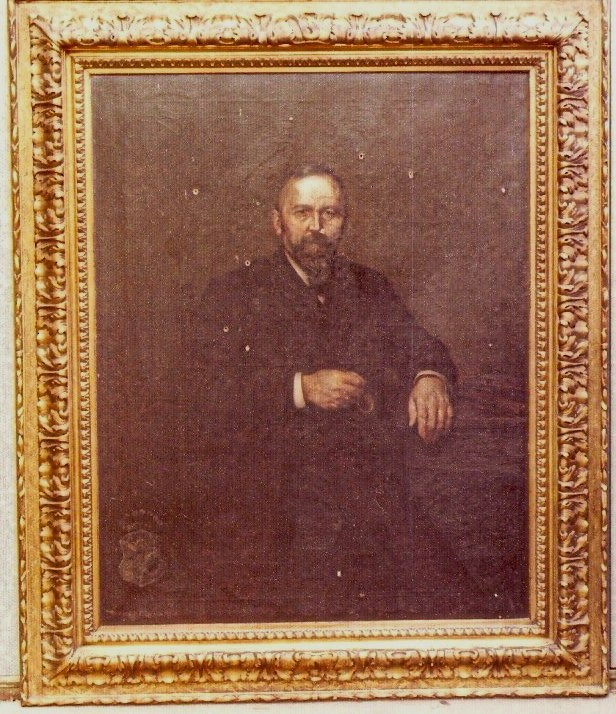
Richard von Krafft-Ebing Ölgemälde von B.D.Lippay 1896

Berthold (auch Bartholomäus) Dominik Lippay (* 21. September 1864 in Turzovka, Komitat Trentschin, damals Ungarn, heute Slowakei; † 17. Dezember 1919 in Wien) war ein österreichischer Porträtmaler.

## Leben
Lippay studierte an der Akademie in Antwerpen bei Jean-François Portaels und in Brüssel bei Charles Hermans sowie bei Alexandre Cabanel in Paris. Ab 1887 selbständig tätig, begleitete er im August des Jahres Ferdinand von Sachsen-Coburg und Gotha zu seinem Amtsantritt als Fürst nach Bulgarien. Er war dann mehrere Jahre in Italien tätig, wo er Mitglieder der römischen Kurie porträtierte und den Titel eines päpstlichen Hofmalers erhielt. Er starb nach langer schwerer Krankheit am 17. Dezember 1919 in Wien I., Stubenbastei 2 und wurde am 22. Dezember 1919 auf dem Wiener Zentralfriedhof beigesetzt. Das Grab ist bereits aufgelassen.

## Werke
- Porträts von Kaiser Franz Joseph I. und Papst Pius X.
- Porträts von Angehörigen des Hofes und der Regierung, von Künstlern und Gelehrten
- Porträt von Arthur Schnitzler[4]